# Susana Andrade
Susana Andrade   (Montevideo, 9 de febrer de 1963) és una procuradora, periodista, funcionari, columnista, religiosa umbanda i política uruguaiana.

## Biografia
Va néixer a Montevideo i té 7 germans. Va estudiar procuradoria a la Facultat de Dret de la Universitat de la República. És columnista del diari La República des del 2004, que pertany al Front Ampli (espai llista 711).
Susana Andrade és Mae Susana d'Oxum en la religió umbanda des de 1991. Es la primera líder afrouruguaia que assumeix com a Diputada a l'Uruguai. És cofundadora de la Federació IFA de l'Uruguai i del Grup Atabaque (1997).
El 2009 presenta el seu primer llibre Entre la religió i la política, donant suport a José Mujica a la presidència. El 2015 presenta el seu llibre Mima Kumba que tracta de les «dificultats d'inserció social d'una dona militant social religiosa afroumbandista i afrodescendent», on l'autora afegeix versos, pensaments i frases pròpies. El 2018 presenta Resiliència Africana a la Biblioteca Nacional de l'Uruguai (a la sala Mestre Julio Castro) i al Parlament Nacional en el marc de la commemoració del Dia de la Dona Afrollatina, Afrocaribeña i de la Diàspora.
Va ser designada pel president Tabaré Vázquez per a integrar el Grup de Treball per Veritat i Justícia amb la comesa d'investigar i aclarir les violacions als drets humans comeses durant la dictadura, des del 2015 fins 2018, quan presenta renúncia. Aquesta renúncia bàsicament es va basar (segons una carta pública) en el desacord amb l'ús polític de l'uniforme que feia el Comandant en Cap d'aquesta època, la qual cosa queda comprovat quan aquest es postula a President amb partit propi de dreta C.A. (2019).
És creadora del Projecte «Salvavides per un Uruguai sense feminicidis ni violència masclista», un col·lectiu mixt liderat per dones que va començar la seva actuació plural i activa al març del 2019, plantejant-se la realització d'un llibre amb relats veritables de violència domèstica i rutes de sortida del cercle de violència, entre d'altres reivindicacions d'igualtat de gènere.
Va contreure matrimoni amb Julio Kronberg el 1982, té dues netes i dos fills: Germán i Naomi.

## Publicacions
- 2008, Dueños de la Encrucijada, (colaboradora)
- 2009, Entre la religión y la política
- 2015, Mima Kumba y otros encantos negros
- 2018, Resiliencia Africana

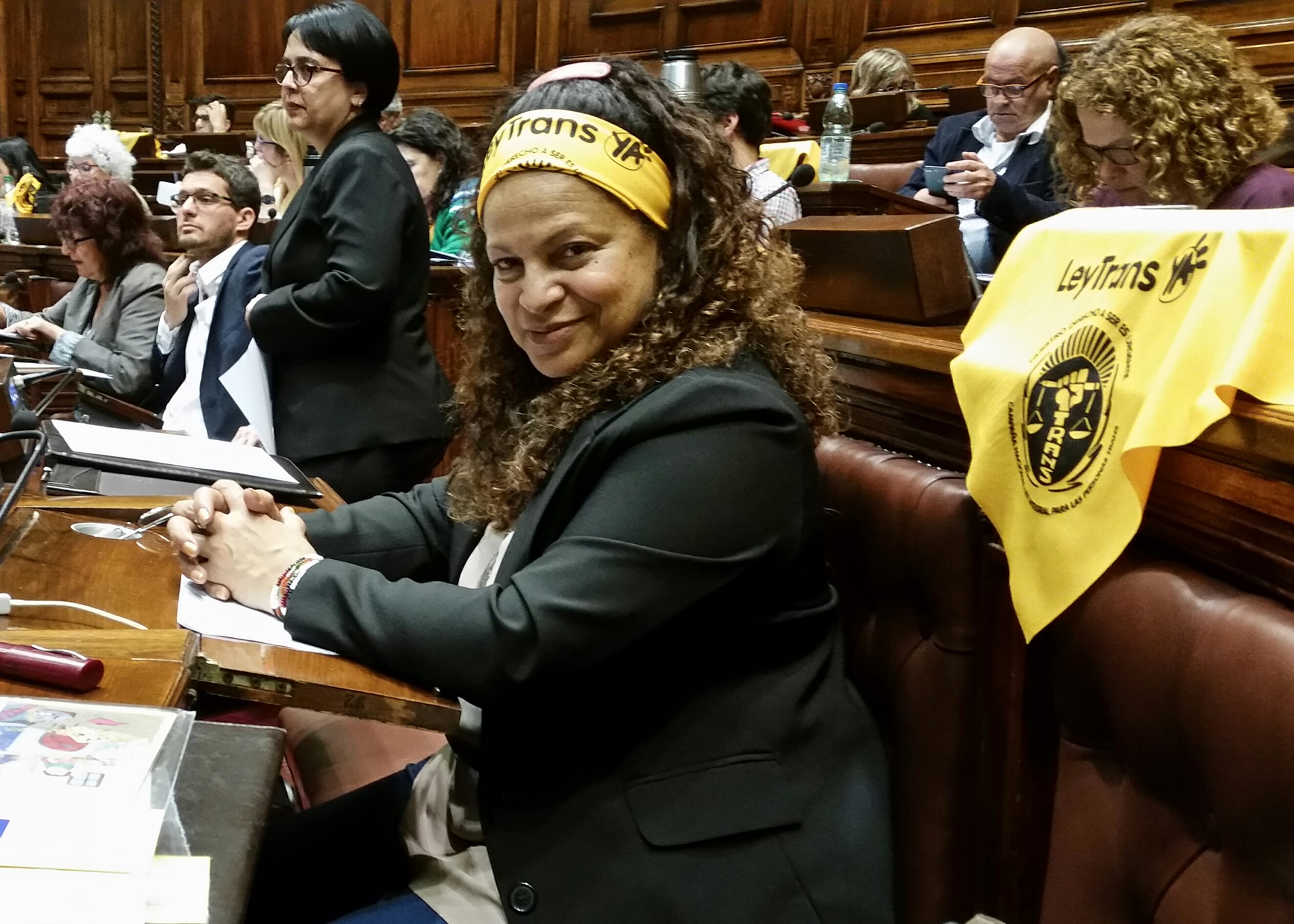
Susana Andrade a 2018
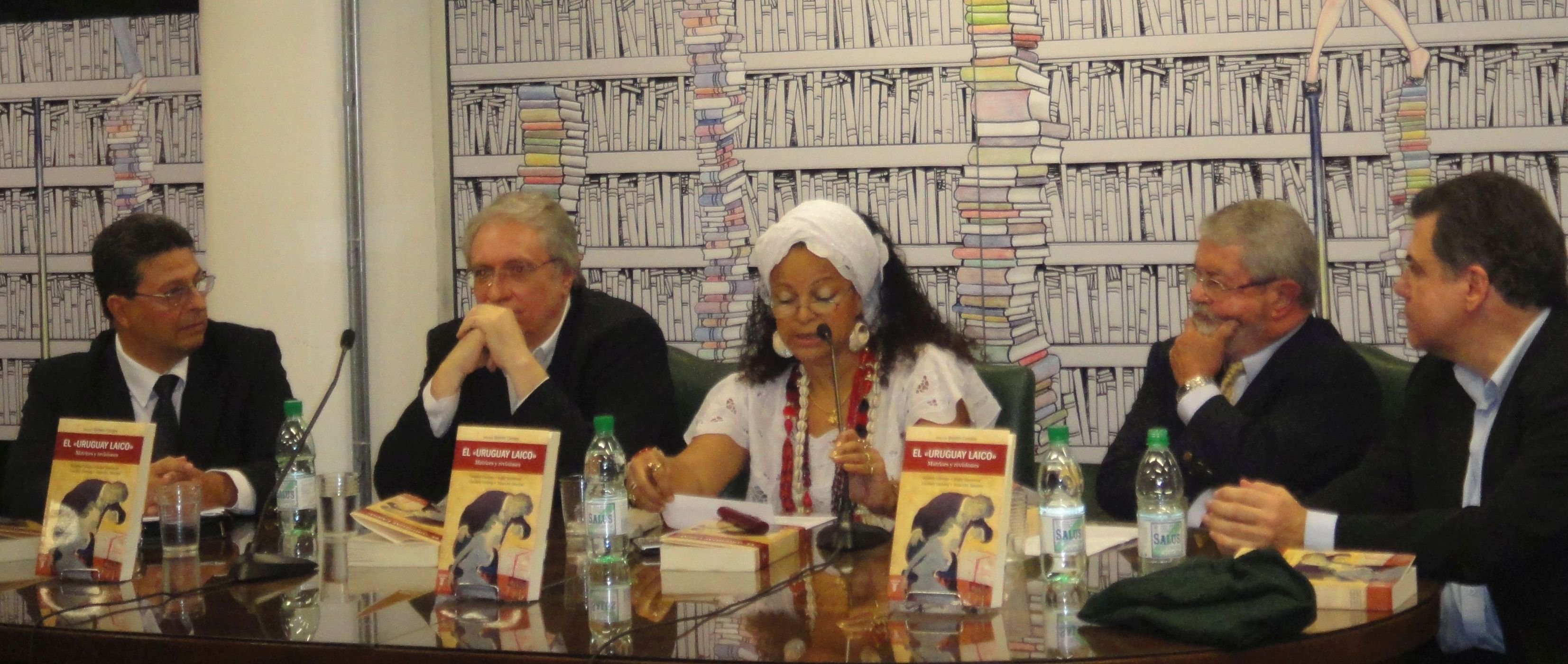
Biblioteca Nacional de l'Uruguai a 2018